# Lago di Montramito
Il Lago di Montramito (o Laghetto di Montramito) è un lago della provincia di Lucca sito nel comune di Massarosa a breve distanza col comune di Viareggio e col più grande Lago di Massaciuccoli. Oggi è diventato un lago di pesca sportiva col nome di Pruniccio 2. 

## Geologia e idrologia
Lo specchio d'acqua, di origine naturale, ha coste nette e sabbiose, acqua fredda e profonda e un colore intenso. 
Il lago trae origine da una risorgiva ricca di zolfo e fortemente mineralizzata che trasporta le acque piovane provenienti dal Monte Prana e dal Monte Pedone, con una portata di circa 100 litri/secondo. Altri 70 litri/secondo vengono invece alimentati superficialmente. 
Nelle profondità sono presenti anche canali sotterranei in uscita, che mantengono il livello in equilibrio, causando correnti pericolose che ne hanno sempre scoraggiato la balneazione. 
Negli anni ’70 il lago fu perlustrato dai sommozzatori per cercare il corpo di una persona e scoprirono che in certi punti la profondità dell'acqua era tale da non consentire loro di arrivare al fondo.

## Storia
Nell'area si trovavano insediamenti etruschi risalenti al VII-V secolo a.C. 
Il lago era usato come riserva idrica del vicino Castello degli Ubaldi, posto sul colle della Gulfa. 

## Leggende
Una leggenda locale narra che al posto del lago ci fosse un monastero abitato da monaci questuanti. Intorno all'anno 1000, essi avrebbero cominciato ad accumulare grandi ricchezze, dedicandosi al lusso. 
Il Papa sarebbe intervenuto per richiamare i religiosi ai loro voti, ma essi non avrebbero desistito dalla loro condotta. Così, una notte, una voragine si sarebbe aperta e avrebbe inghiottito l’edificio, creando il lago al suo posto. La leggenda dice che in certi momenti le arcate del monastero siano visibili attraverso le acque del lago.

## Flora
la flora naturalmente presente è la stessa del vicino Lago di Massaciuccoli. L'attività di pesca sportiva ha anche realizzato un giardino intorno alle rive del lago, con piante alloctone. 

## Fauna
Nel lago sono presenti specie naturali e altre introdotte per la pesca sportiva. Attualmente si trovano carpe, tinche, storioni, lucci, black bass, trote iridee e salmerini. 

## Attività sportive e ricreative
Il lago è oggi un'area di pesca sportiva. 